# Буздуджень
Буздуджень (также Буздужаны; рум. Buzdugeni, Буздуджень) — село в Единецком районе Молдавии. Наряду с селом Бурлэнешть входит в состав коммуны Бурлэнешть.

## География
Село расположено на высоте 203 метров над уровнем моря.

## Население
По данным переписи населения 2004 года, в селе Буздуджень проживает 389 человек (194 мужчины, 195 женщин).
Этнический состав села:
| Национальность | Число жителей | Процентный состав |
| -------------- | ------------- | ----------------- |
| молдаване      | 385           | 98.97             |
| украинцы       | 2             | 0.51              |
| русские        | 2             | 0.51              |
| Всего          | 389           | 100%              |